# 주의 이름 높이며
주의 이름 높이며(원제: 영어: Lord, I Lift Your Name on High)는 기독교의 경배 찬양이다. 1989년에 릭 파운즈(Rick Founds)가 작곡하였다.
1990년대 이후로 이 노래는 가장 잘 알려진 기독교 노래 가운데 하나가 되어왔다. 미국에서 CCLI는 1997년부터 2003년까지 "주의 이름 높이며"를 교회에서 쓰인 가장 잘 알려진 노래였다고 보고하였다. 그 뒤에도 늘 10위권 안으로 순위에 들었다. 현재는 6위에 안착되어 있다. 영국 CCLI는 2006년 중순에 5번째로 가장 잘 알려진 인쇄된, 계획된, 녹음된 노래라고 보고하였다. 오스트레일리아에서 이 노래는 2007년 기점까지 7번째로 가장 많이 부른 노래가 되었다. 대한민국에서도 이와 마찬가지로 개신교와 가톨릭에서도 널리 부르는 노래로 자리잡혀 있다. 일본에서도 "주 이름을 높이며"(御名を掲げて)라는 제목으로 알려져 있다.
2004년에 기타 연주자 조나단 버틀러는 그의 찬양 음반 "워십 프로젝트"(The Worship Project)의 커버를 발표하였다.